# Абоський мирний трактат
Або́ський мир (або Або́ський мирний трактат) — договір між Російською імперією та Швецією, підписаний в місті Або (нині м. Турку, Фінляндія) 7 (18) серпня 1743 року.
Від Російської імперії договір підписав О. І. Рум'янцев та Й. Л. Люберас, від Швеції — Г. Цедеркрейц та Е. М. Нолькен. Завершив російсько-шведську війну 1741—1743 років, що закінчилася поразкою Швеції. В ході перемовин з 7 лютого 1743) Російська імперія погоджувалася обмежити свої територіальні вимоги за умови обрання спадкоємцем шведського престолу гольштейнського принца Адольфа Фредеріка, двоюрідного дядька спадкоємця російського престолу Петра Федоровича. Швеція, яка вичерпала ресурси для військового спротиву поступилася. 16 червня був підписаний попередній договір. 23 червня Адольф Фрідріх був обраний спадкоємцем шведської корони.
21 стаття трактату встановлювала між сторонами «вічний мир та дружбу» з зобов'язанням не вступати до ворожих союзів. На підтвердження Ніштадтського мирного договору 1721 року за Російською імперією визнавалися захоплені в Прибалтиці землі. Швеція віддавала Російській імперії Кюменогорську провінцію з Фрідріхсгамом та Вільманстрандом і частину Саволакської провінції з Нейшлотом. Кордон встановлювався по річці Кюммене. Російська імперія виводила свої війська з інших провінцій Фінляндії. Окремі статті стосувалися питань обміну полоненних, видачі втікачів, правил торгівлі тощо.